# Learjet
Learjet — американская компания-производитель военных и гражданских самолётов бизнес-класса.
Основана в ноябре 1959 года Уильямом Лиром под названием Swiss American Aviation Corporation.
В настоящее время Learjet является дочерним подразделением канадской компании Bombardier Aerospace, её продукция выпускается под торговой маркой «Bombardier Learjet Family». В феврале 2021 года было объявлено о прекращении выпуска новых самолётов Learjet

## История
Свою историю авиастроительная компания Learjet ведёт с неудачного проекта швейцарского истребителя-штурмовика FFA P-16, оснащённого осевым турбореактивным двигателем «Armstrong Siddeley Sapphire». Впервые истребитель поднялся в воздух 25 апреля 1955 года. В ходе 22-го по счёту испытательного полёта в результате отказа двигателя разбился первый P-16. 4 апреля 1957 года начались испытания улучшенного варианта истребителя с более мощным двигателем, а в марте 1958 года правительство Швейцарии разместило заказ на сто единиц истребителей, известных под маркой «P-16 Mk III». Спустя неделю после подписания правительственного заказа потерпел катастрофу ещё один самолёт, что стало причиной приостановки правительственного заказа, а затем и его полной отмены. К концу 1950-х годов было построено ещё два истребителя с улучшенными характеристиками, однако фирма-разработчик (FFA) так и не добилась получения государственных заказов на серийное производство истребителей P-16.

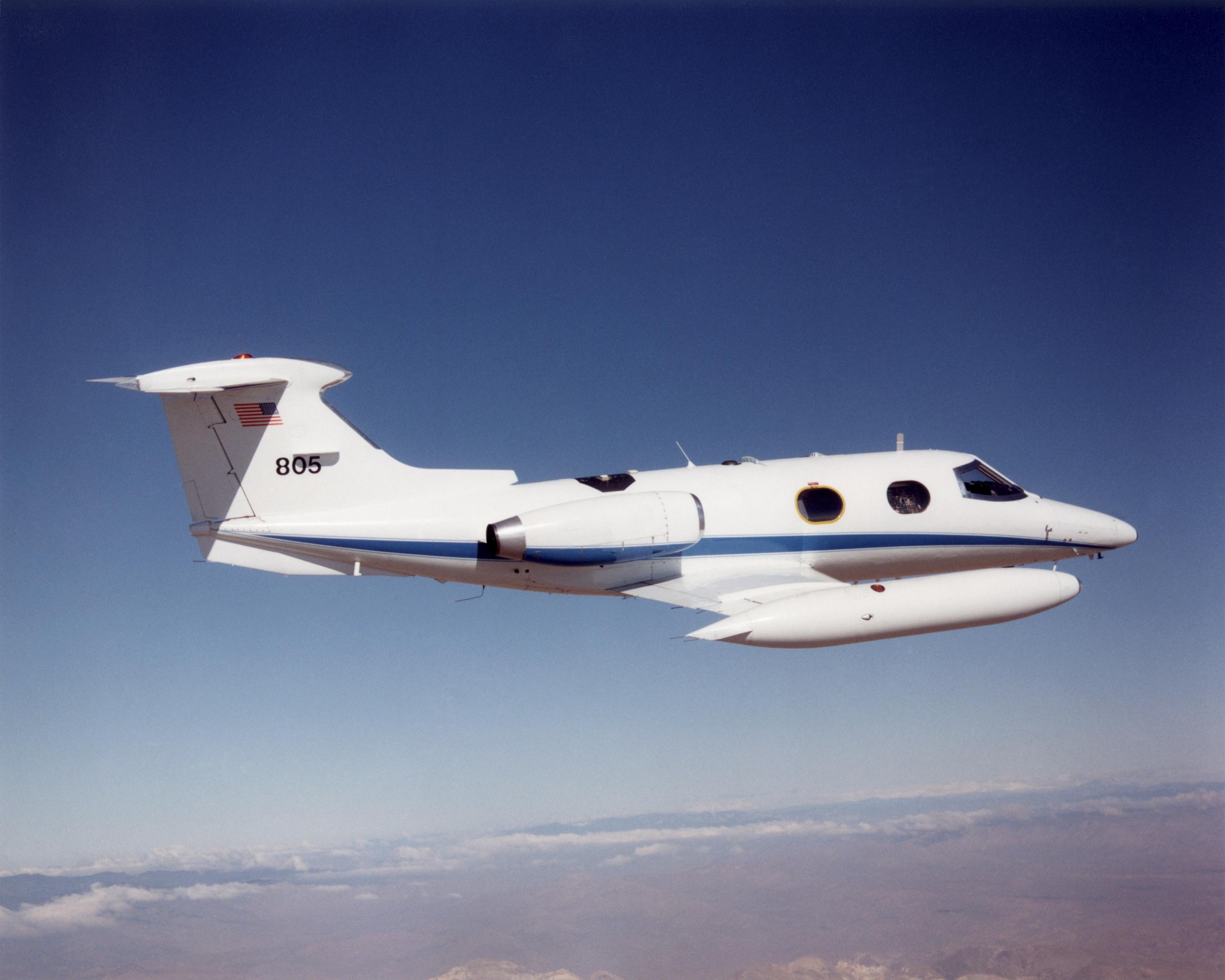
Learjet 24 NASA

В то же время конструкцией самолёта P-16 заинтересовался известный изобретатель Уильям Лир, который в ноябре 1959 года основал частную компанию «Swiss American Aviation Corporation» и приступил к проектированию своего первого бизнес-джета на базе P-16. Новый самолёт получил рабочее название SAAC-23 (позднее было изменено на Learjet 23), при этом конструкция крыла, топливные баки и стойки шасси были практически без изменений взяты с проекта истребителя P-16. Лайнер оснащался двумя турбореактивными двигателями General Electric CJ610-1 с тягой 1293 кгс каждый, впоследствии заменёнными модификацией General Electric CJ610-4 с такой же тягой. В сентябре 1962 года штаб-квартира компании переехала в город Уичита (штат Канзас, США). 7 февраля следующего года началась сборка первого бизнес-джета Learjet 23, который поднялся в воздух 7 октября того же года.
Серийный выпуск Learjet 23 начался в октябре 1964 года. Спустя месяц компания провела процедуру акционирования и сменила своё официальное название на Lear Jet Corporation. 24 февраля 1966 года совершил первый полёт самолёт Learjet 24 следующей модели, а 12 августа того же года — лайнер модели Learjet 25. 19 сентября 1966 года фирма снова изменила официальное название на Lear Jet Industries Inc..
10 апреля 1967 года Уильям Лир продал находившиеся в его собственности 60 % акций компании Lear Jet денверской корпорации Gates Rubber Company. Сумма сделки составила 27 млн долларов США. Лир оставался на должности директора Lear Jet до 2 апреля 1969 года.

## Слияние с Gates Aviation

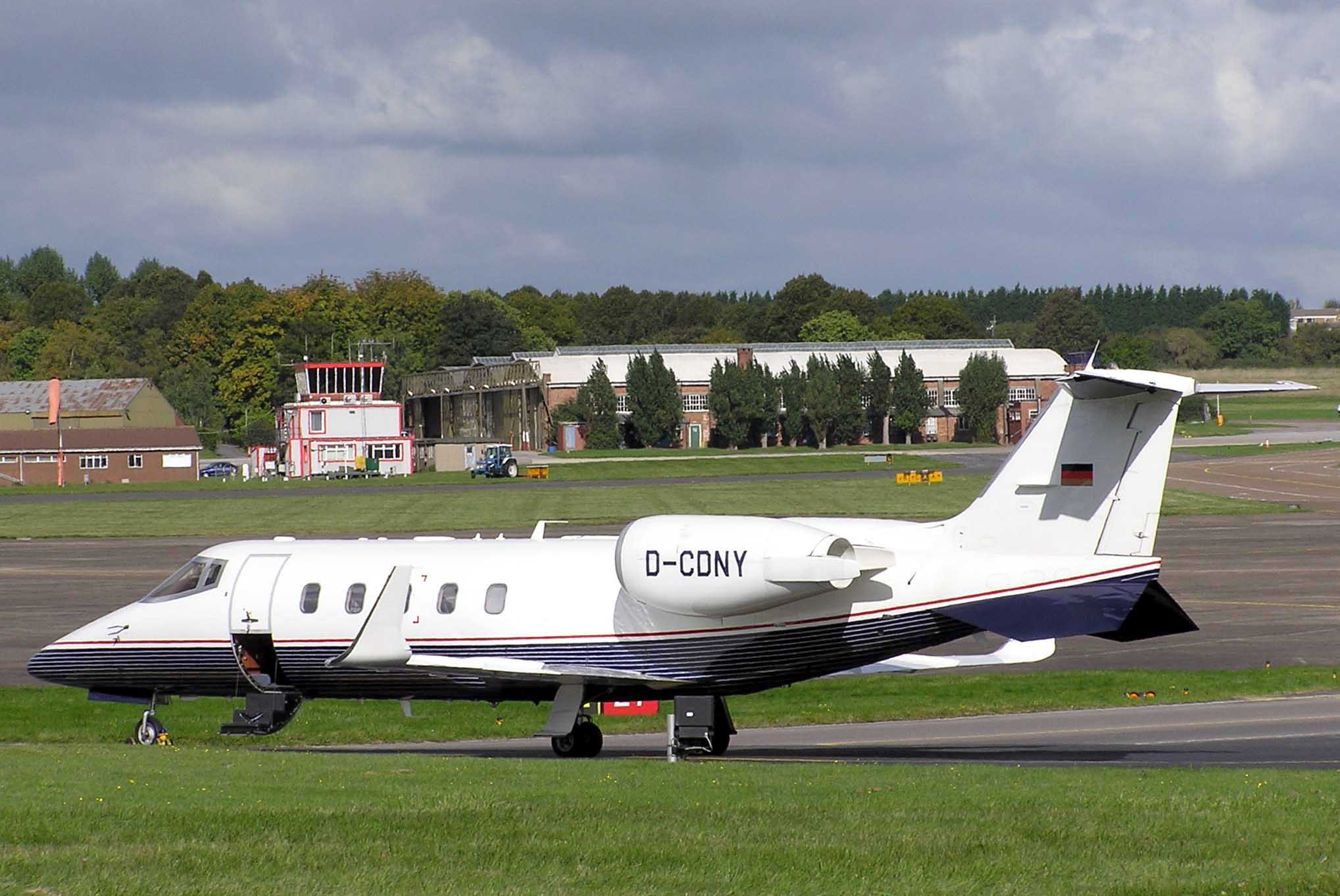
Learjet 60 в аэропорту Бристоля (Великобритания)

Сразу после отставки Уильяма Лира с поста генерального директора компания объединилась с другой фирмой «Gates Aviation» (в собственности которой находился контрольный пакет акций Lear Jet), укрупнённое предприятие получило официальное название Gates Learjet Corporation. В 1971 году принято решение о переоснащении самолётов Learjet 25 турбовентиляторными двигателями Garrett TFE731. Новый проект лайнера был назван Learjet 35 и в дальнейшем стал одним из самых успешных коммерческих проектов авиастроительной фирмы.
В 1974 году общее время полётной эксплуатации самолётов Learjet достигло одного миллиона часов, в следующем году компания выпустила свой пятисотый лайнер, а к концу 1976 года фирма увеличила интенсивность производства самолётов, доведя его до десяти выпускаемых единиц в месяц.
24 августа 1977 года поднялся в воздух первый самолёт модели Learjet 28. Лайнеры моделей 28 и 29 проектировались на базе модели 25, однако конструкция крыла была совершенно новой и оснащалась винглетами, что привело к значительному повышению топливной эффективности новых самолётов. Модели 28 и 29 стали первыми коммерческими самолётами в мире, на которых были использованы винглеты.
29 апреля 1979 состоялся испытательный полёт самолёта, ставшего прототипом серии Learjet 54/55/56, а 7 июля того же года лайнер 55-й серии установил шесть мировых рекордов для воздушных судов своего класса.
В 1984 году компания «Gates Learjet» объявила о создании авиакосмического подразделения «Aerospace Division», однако в конце следующего года компания столкнулась с серьёзными финансовыми проблемами, была вынуждена свернуть деятельность проектного подразделения и более того — временно прекратить выпуск новых реактивных самолётов. В феврале 1986 года компания перенесла штаб-квартиру в город Тусон (штат Аризона), после чего работа производственных линий была возобновлена сразу в двух городах, Тусоне и Уичите.
10 сентября 1985 года дочернее предприятие «Aerospace Division» получило государственный контракт на производство комплектующих частей к главным двигателям космического челнока «Шаттл». В 1987 году Gates Learjet была приобретена корпорацией «Integrated Acquisition» и в следующем году переименована в Learjet Corporation. К январю 1989 года штаб-квартира и все производственные мощности авиастроительной компании были перенесены обратно в Уичиту.

## Bombardier
В 1990 году канадская авиастроительная корпорация Bombardier выкупила в полную собственность акции Learjet Corporation, отныне все выпускаемые дочерним подразделением Learjet самолёты должны были иметь совместную маркировку «Bombardier Learjet Family». 10 октября 1990 года под данной маркой в воздух поднялся первый лайнер модели Learjet 60, а 7 октября 1995 года совершил свой первый полёт Learjet 45. В октябре 2007 года компания Bombardier Learjet стартовала новую программу по созданию лайнера Learjet 85 — новейшего в мире реактивного самолёта в классе бизнес-авиации, который должен быть построен полностью из композитных материалов.
7 октября 2008 года компания отметила 45-летие со дня первого полёта самолёта Learjet. Одним из самых ярких моментов в праздновании юбилея компании стала победа автогонщика Формулы-1 Льюиса Хэмилтона, проехавшего трассу в Фарнборо в стилизованном костюме «LEARJET».

## Модели самолётов
- Learjet 23 — «Lear Jet»
- Learjet 24 — «Lear Jet & Gates Learjet»
- Learjet 25 — «Lear Jet & Gates Learjet»
- Learjet 28 — «Gates Learjet»
- Learjet 29 — «Gates Learjet»
- Learjet 31 — «Lear Jet & Gates Learjet»

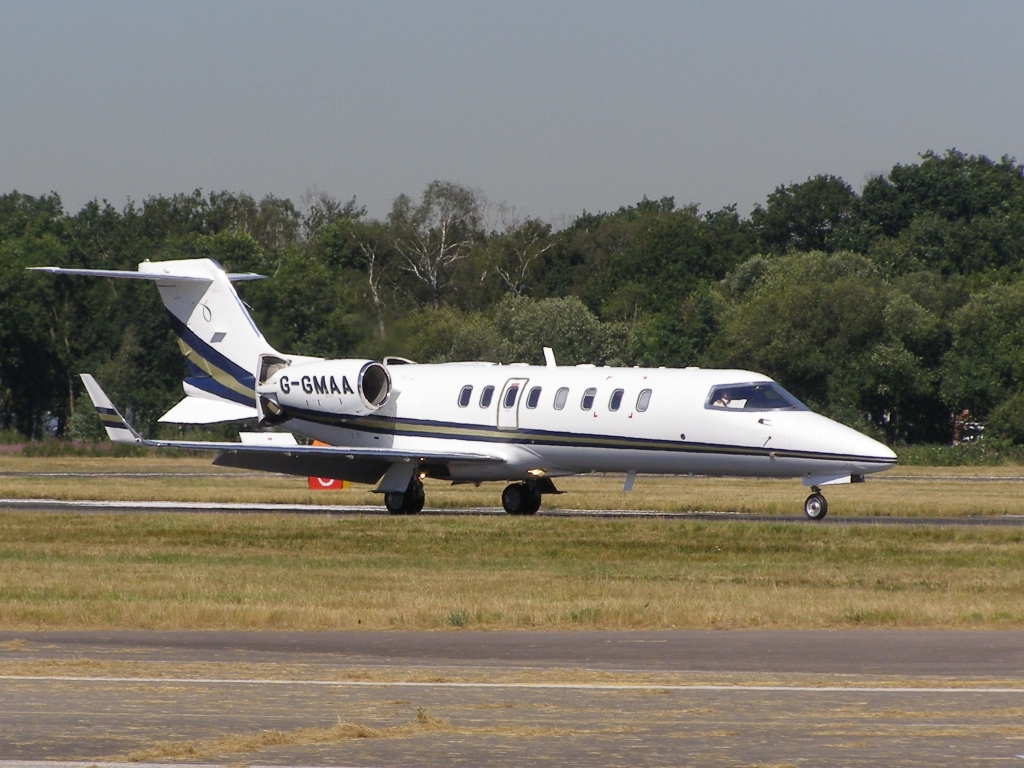
Learjet 45 авиакомпании Gama Aviation на аэродроме Фарнборо

- Learjet 35 — «Learjet, Gates Learjet & Shin Meiwa». В Военно-воздушных силах США известен, как «C-21»
- Learjet 36 — «Gates Learjet». Базовая модель Learjet 35 с увеличенной дальностью полёта, достигнутой за счёт уменьшения на два числа пассажирских кресел и установкой дополнительных топливных баков
- Learjet 40 — «Learjet»
- Learjet 45 — «Learjet»
- Learjet 55 — «Gates Learjet»
- Learjet 60 — «Learjet»
- Learjet 85 — «Learjet»